# Saalmühle

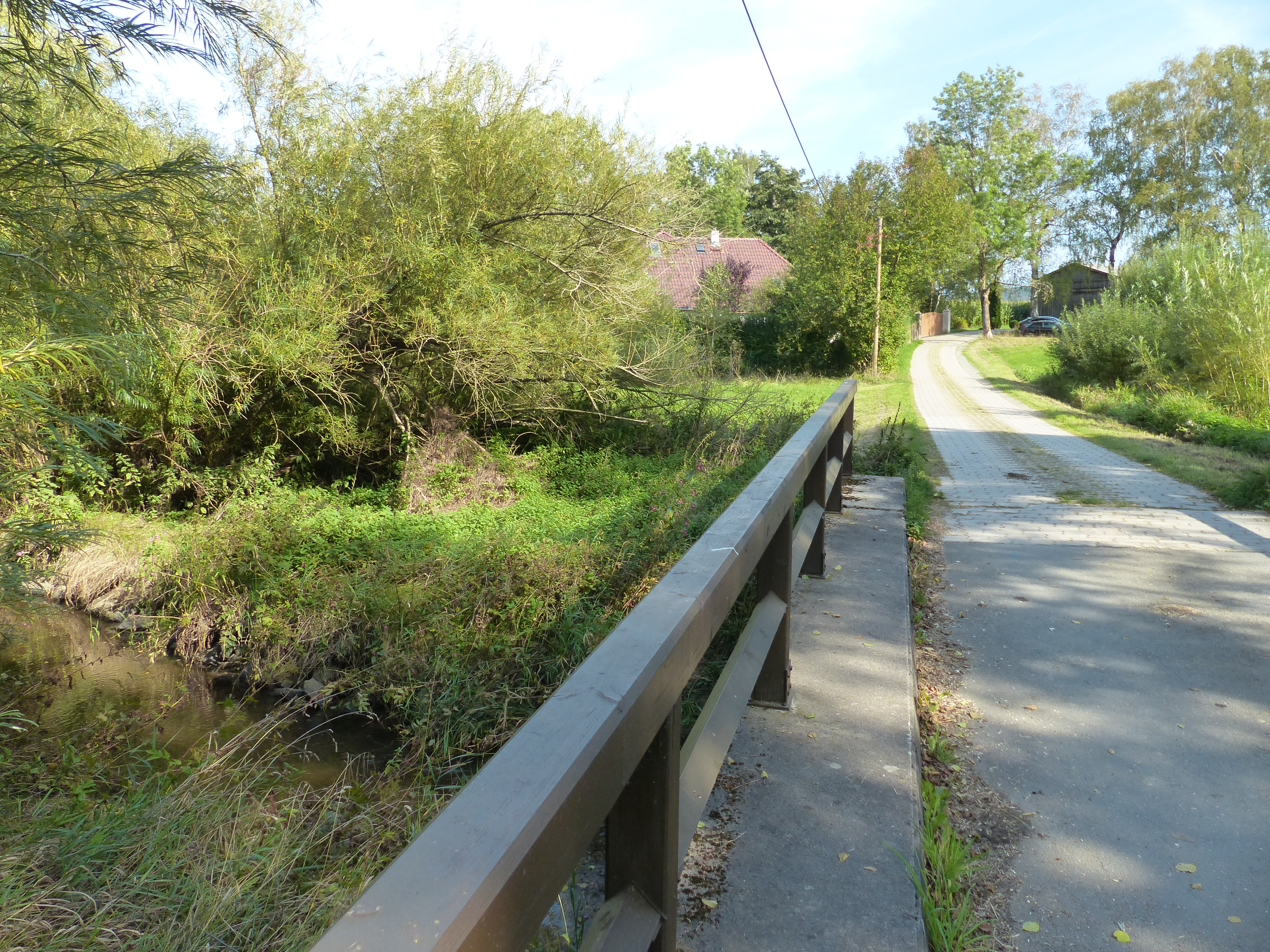
Ortsteil Saalmühle

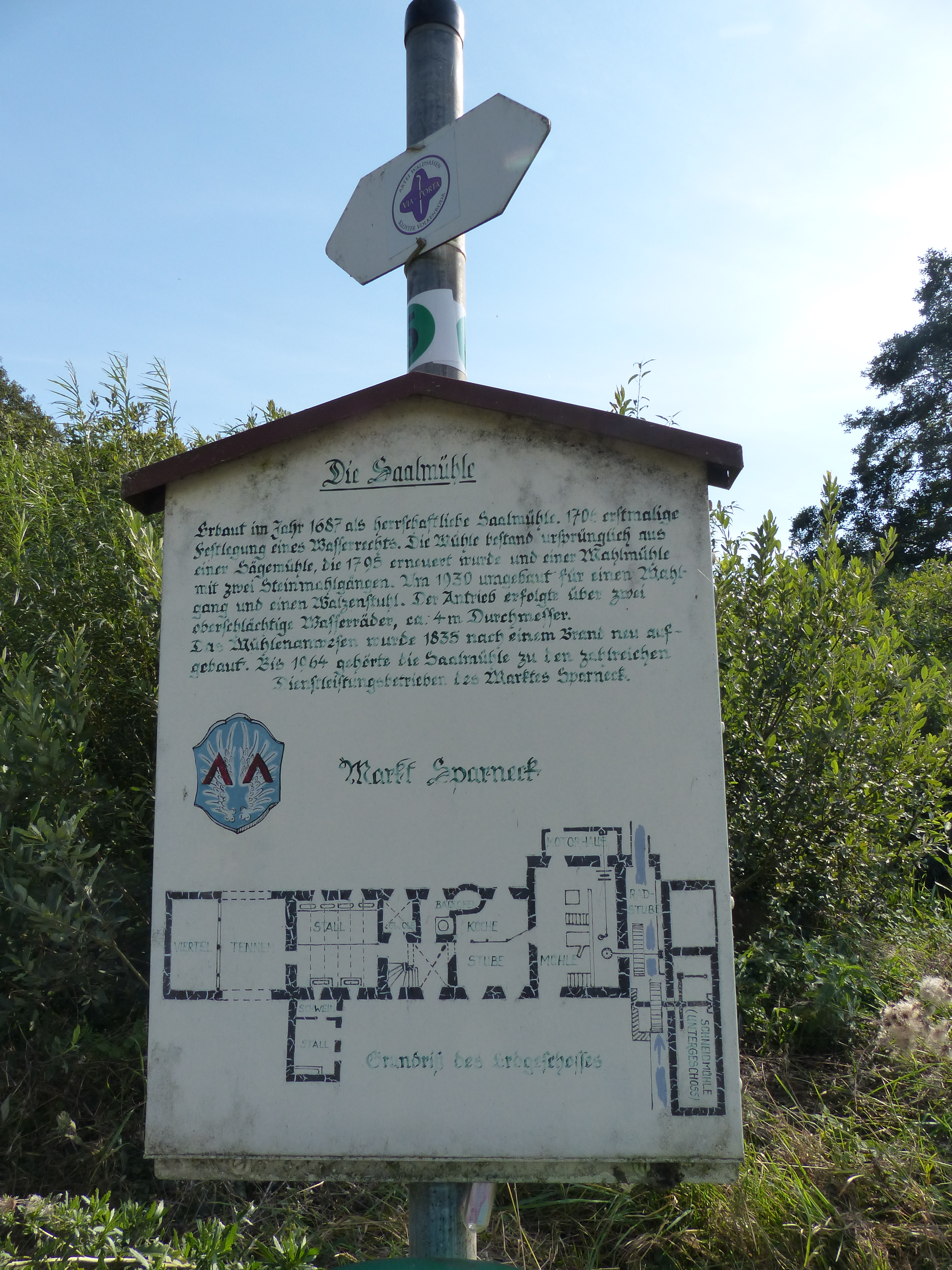
Infotafel mit Grundriss der Mühle

Saalmühle ist ein Gemeindeteil des Marktes Sparneck im Landkreis Hof (Oberfranken, Bayern). Saalmühle liegt in der Gemarkung Sparneck.

## Geografie
Die Einöde besteht aus einer ehemaligen Getreide- und Schneidmühle mit Nebengebäuden, deren Nachfolgebauten als Wohngebäude genutzt werden. Sie liegt auf freier Flur an der Sächsischen Saale. Eine Gemeindeverbindungsstraße führt nach Stockenroth zur Kreisstraße HO 18 (1,4 km südwestlich) bzw. nach Sparneck zur HO 18 (1,1 km südöstlich).

## Geschichte
Die Mühle wurde 1687 erbaut. Angetrieben wurde die Mühle durch zwei oberschlächtige Wasserräder. Nach einem Brand 1835 erfolgte der Wiederaufbau. Die Mühle war bis 1964 in Betrieb.
Saalmühle gehörte zur Realgemeinde Sparneck. Gegen Ende des 18. Jahrhunderts bestand Saalmühle aus zwei Anwesen. Die Hochgerichtsbarkeit stand dem bayreuthischen Amt Stockenroth zu. Grundherren waren die Hofkammer Bayreuth (1 Halbhof) und das Kastenamt Stockenroth (1 Mahl- und Schneidmühle).
Von 1797 bis 1810 unterstand Saalmühle dem Justiz- und Kammeramt Münchberg. Infolge des Ersten Gemeindeedikts wurde Saalmühle dem 1812 gebildeten Steuerdistrikt Sparneck und der zugleich entstandenen Ruralgemeinde Sparneck zugeordnet.

### Einwohnerentwicklung
| Jahr      | 1812  | 1819   | 1861   | 1871   | 1885   | 1900   | 1925   | 1950   | 1961   | 1970   | 1987  |
| Einwohner | *     | *      | 13     | 16     | 13     | 13     | 9      | 13     | 9      | 3      | 0     |
| Häuser    | *     |        |        |        | 2      | 2      | 2      | 2      | 2      |        | 1     |
| Quelle    | [ 7 ] | [ 10 ] | [ 11 ] | [ 12 ] | [ 13 ] | [ 14 ] | [ 15 ] | [ 16 ] | [ 17 ] | [ 18 ] | [ 1 ] |

## Religion
Saalmühle ist bis heute nach St. Vitus (Sparneck) gepfarrt und evangelisch-lutherisch geprägt.